# Гаага
Гаа́га (нидерл. Den Haag, МФА: МФА: [dɛnˈɦaˑχ]о файле / 's-Gravenhage, МФА: МФА: [ˈsxraːvə(n)ˌɦaːɣə]о файле) — город и община на западе Нидерландов, у берега Северного моря, резиденция нидерландского правительства и парламента, столица Южной Голландии и местопребывание королевского двора.
В Гааге расположены крупные международные правовые органы: Международный суд ООН, Международный уголовный суд, Постоянная палата третейского суда, а также около 200 других международных правительственных организаций. Гаага является третьим по величине городом Нидерландов после Амстердама и Роттердама. Её население составляет 515 880 жителей (на 1 января 2015 года), а площадь — 98,20 км². Гаага является частью агломерации Рандстад.

## История
Этот район был частью римской провинции в Нижней Германии и находился недалеко от границы империи рядом с устьем реки Рейн, которое тогда было расположено севернее. В 1997 году в[где?] были обнаружены четыре римские вехи[прояснить]. Эти Вехи указывают на расстояние от ближайшего римского города[какого?], современный Ворбург и могут быть датированы правлением императоров Антонина Пия. В дальнейшем данные артефакты поместили в музей[какой?].
Гаага была основана в 1230 году, когда граф Голландии Флорис IV построил малый замок на месте, где теперь находится город. Сейчас на месте замка находится дворцовый комплекс Бинненхоф. В 1248 году граф Голландии Вильгельм II, провозгласивший себя Римским королём, начал строить новый, более подходящий замок на берегу дюнного озера, нынешнего «Придворного пруда» (нидерл. Hofvijver). Именно в это время, по-видимому, утверждается название Gravenhage, в переводе «графский лес». После смерти Вильгельма, его сын Флорис V закончил построение замка, в XIX веке названного Рыцарским залом (нидерл. Ridderzaal), который был украшен позолоченной крышей и двумя башнями.
Рыцарская резиденция была укреплена, но окружающая деревня так и не получила городские права, несмотря на то, что Гаага была резиденцией голландских графов. Большие города Голландии[прояснить] препятствовали тому, чтобы Гаага стала городом-крепостью, и поэтому во время Нидерландской революции город почти совсем обезлюдел. Гаага служила испанской штаб-квартирой во время осады Лейдена.
В 1400 году в Гааге проживало уже несколько тысяч жителей и она более походила на город, нежели на деревню[прояснить]. В эти времена, однако, у городов было в большой степени самоуправление, и графы Голландии и их посредники предпочитали сами держать их резиденцию. С 1581 года в Гааге находился высший орган правительства Республики Соединённых провинций, Генеральные штаты.
В XVII веке население Гааги увеличилось до 16 000 жителей. В том же веке штатгальтер Мориц Оранский окружил город каналами, чтобы начать строительство укреплений, но запланированные оборонительные работы так и не были завершены. В конце XVIII века население выросло до 40 000 жителей, вследствие чего «деревня» стала третьим по величине поселением в Голландии (после Амстердама и Роттердама).
Благодаря тому, что в Гааге находились дворец статхаудера, Генеральные штаты, резиденции иностранных послов и аристократов, деревня была гораздо «аристократичнее» иных нидерландских городов. Существовал огромный контраст между элегантным районом вокруг Рыцарского зала и рабочими районами Гааги.
Только в 1806 году, под французским правлением, Гаага наконец получила городские права. В этом веке, однако, городские стены считались скорее стеснением, нежели выгодой, и крепости и тогда не построили. Город мог значительно расшириться[прояснить].

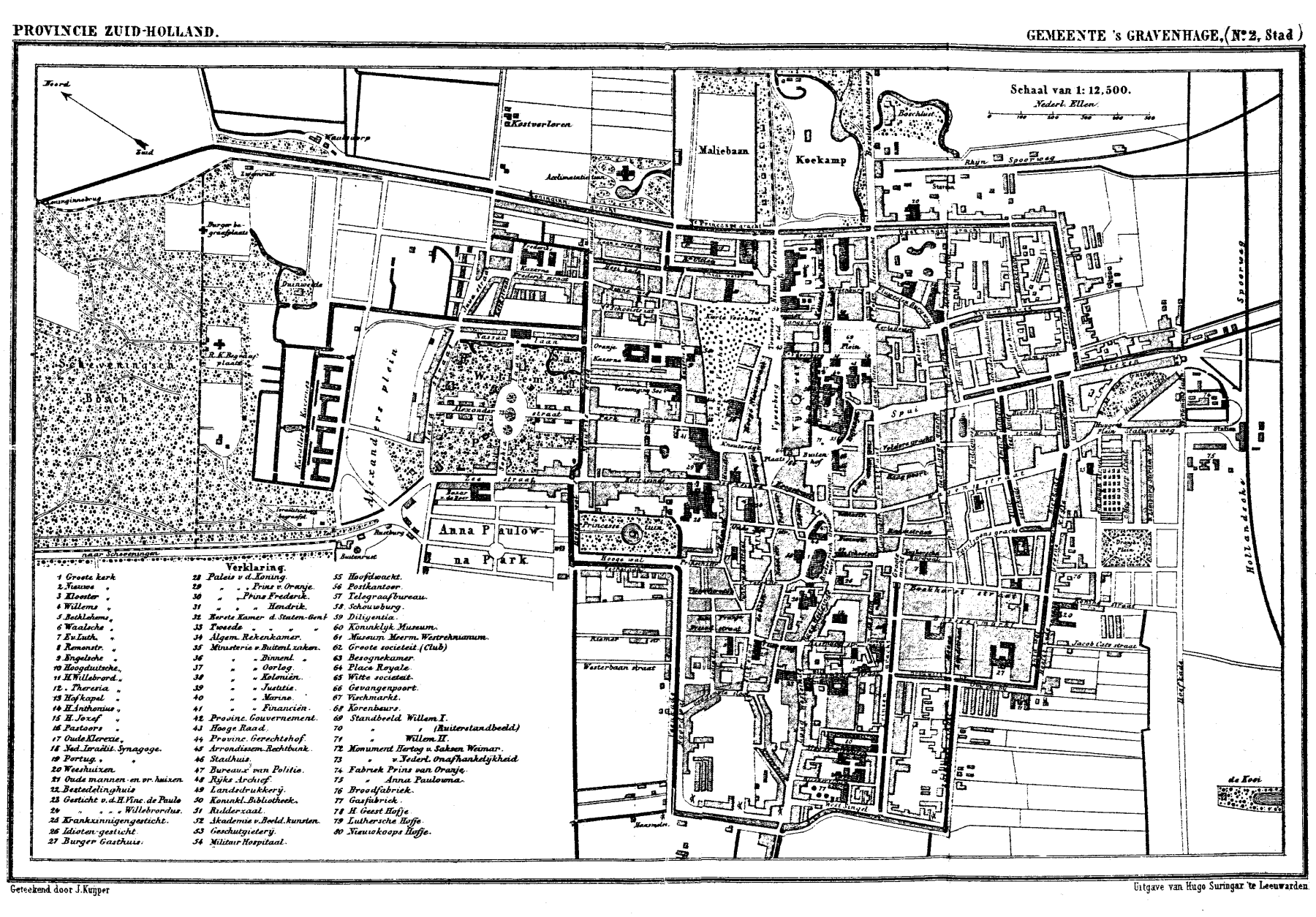
Гаага в 1868 году

После 1850 года, когда в Гааге жили уже более 70 000 жителей, город стал расширяться вне обводного канала XVII века. Около 1870 население превысило 100 000, а в начале XX века — уже 200 000. К югу от исторического центра города сложились плотнонаселённые рабочие районы, между тем, как на «дюнной» стороне города, к северу от центра, построили новые районы для более состоятельных граждан. Разница между теми, кто живёт на «песках» и теми, кто живёт на «торфе» существует, пусть в меньшей степени, и до сего дня.
В 1899 году по инициативе российского императора Николая II состоялась первая Гаагская конференция сторонников мира, на которой был учреждён Международный арбитражный суд. Американский стальной магнат Эндрю Карнеги пожертвовал 1,5 миллиона долларов для построения «Дворца Мира», где и расположился суд.
В самом конце Второй мировой войны, 3 марта 1945 года, произошла трагедия. Британские лётчики по ошибке подвергли бомбардировке район Безёйденхаут (нидерл. Bezuidenhout). Бомбардировка нанесла широкомасштабные разрушения в этом районе, и привела к гибели 511 человек.
В XX веке Гаага всё ещё расширялась, присоединяя окружающие территории. Первой присоединённой территорией в XX веке стала в 1923 году деревня Лосдёйнен (нидерл. Loosduinen). В 2002 году большие части общин Лейдсендам (нидерл. Leidschendam), Ворбург (нидерл. Voorburg) и Рейсвейк (нидерл. Rijswijk) были присоединены к Гааге.

### Название и статус
Дворянство Голландии использовало Гаагу как свой административный центр. Дословно 'Des Graven Hage' переводится как «графский лес». Позднее именно в Гааге проживал штатгальтер. Во время Восьмидесятилетней войны испанцы легко захватили город из-за отсутствия стен.
С 1588 года там располагается правительство республики. Статус города Гаага получила только при Людовике Бонапарте. После эпохи Наполеоновских войн на политической карте появилось государство Объединённое Королевство Нидерландов, в котором статус столицы переходил от Брюсселя к Амстердаму и обратно каждые два года, в то же время правительство находилось в Гааге. После отделения Бельгии единственной столицей остался Амстердам, а правительство находится в Гааге.
С XV века символом города является аист.

## Климат
| Показатель                    | Янв.  | Фев. | Март  | Апр. | Май  | Июнь | Июль | Авг. | Сен. | Окт. | Нояб. | Дек.  | Год   |
| ----------------------------- | ----- | ---- | ----- | ---- | ---- | ---- | ---- | ---- | ---- | ---- | ----- | ----- | ----- |
| Абсолютный максимум, °C       | 13,8  | 15,9 | 20,8  | 25,9 | 29,7 | 33,5 | 36,5 | 34,6 | 31,7 | 24,5 | 17,5  | 15,4  | 36,5  |
| Средний суточный максимум, °C | 5,9   | 6,3  | 9,3   | 12,8 | 16,7 | 19,0 | 21,3 | 21,5 | 18,4 | 14,5 | 9,9   | 6,6   | 13,5  |
| Средняя температура, °C       | 3,6   | 3,6  | 6,1   | 8,7  | 12,5 | 15,1 | 17,4 | 17,5 | 14,8 | 11,3 | 7,4   | 4,3   | 10,2  |
| Средний суточный минимум, °C  | 1,0   | 0,7  | 2,7   | 4,5  | 8,1  | 11,0 | 13,3 | 13,3 | 10,9 | 7,8  | 4,5   | 1,7   | 6,6   |
| Абсолютный минимум, °C        | −16,4 | −14  | −11,1 | −4,4 | −1,5 | 1,7  | 5,4  | 5,5  | 1,2  | −4,4 | −7,1  | −10,6 | −16,4 |

## Политика
В Гааге располагаются различные международные судебные органы, такие как Международный Суд (МС), Международный уголовный суд (МУС) и Международный остаточный механизм для уголовных трибуналов (IRMCT). Гаага является четвёртым крупным центром Организации Объединённых Наций после Нью-Йорка, Женевы и Вены.
Ряд крупных международных и европейских организаций, базирующихся в Гааге:
- Евроюст, орган Европейского Союза, состоящий из национальных прокуроров
- Европейское патентное ведомство
- Европол, Агентство Европейского Союза по сотрудничеству правоохранительных органов
- Гаагская академия международного права, центр высшего образования в области публичного и частного международного права
- Гаагская конференция по международному частному праву (HCCH), старейший и выдающийся институт гармонизации частного международного права
- Организация наций и народов, не имеющих представительства
- Агентство связи и информации НАТО (Агентство NCI)
- Организация по запрещению химического оружия (ОЗХО)
- Европейская библиотека
- Europeana, цифровая платформа ЕС для культурного наследия

## Центр политики и бизнеса
В Гааге очень много государственных служащих и дипломатов, которые работают в городе[прояснить]. Практически все министерства и общественные институты располагаются здесь, как и офисы таких крупных предприятий как:
- AEGON, одна из ведущих страховых компаний в мире;
- KPN (Koninklijke PTT Nederland), нидерландская телефонная компания;
- Royal Dutch Shell, одна из крупнейших нефтяных компаний в мире;
- Siemens A. G., крупный международный концерн.

## География

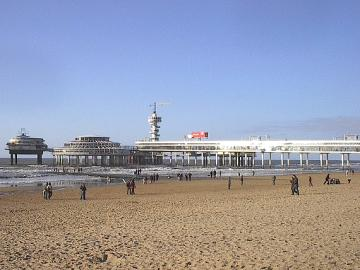
Пляж Схевенингена

В Гааге насчитывается 8 районов (stadsdelen). В свою очередь, они разделены на ещё меньшие части (wijken). В отличие от Амстердама и Роттердама, у районов нет никаких политических функций, при этом в их рамках не проводится выборов.
Гаага является крупнейшим городом на побережье Нидерландов в Северном море и образует центр в агломерации под названием Haaglanden. Территория Гааги и Роттердама достаточно близки, и в некоторых местах даже не имеют чёткой границы. Например, они совместно используют аэропорт Роттердам-Гаага и систему скоростных поездов под названием RandstadRail . Также рассматривается вопрос о создании столичного района Роттердам-Гаага.

## Гаага на море
В Гааге есть два пляжа: Кейкдёйн (нидерл. Kijkduin), на юго-западе города, и популярный во всей стране Схевенинген (нидерл. Scheveningen), на северо-востоке. На территории бывшего рыбацкого посёлка Схевенинген находится порт.

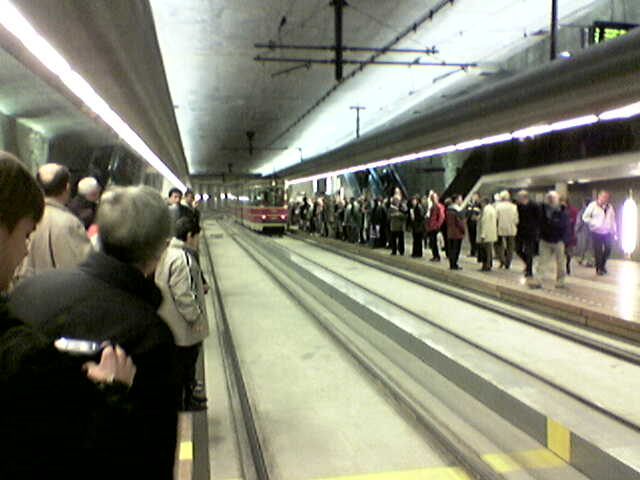
Трамвай на подземной станции «Спёй» (Spui)

## Транспорт
Общественный транспорт состоит из большого количества автобусных и трамвайных маршрутов. В 1970-х планы по строительству метро были отложены, и только в 2004 году был построен подземный туннель в центре города с двумя станциями («Spui» и «Grote Markt»); по этому маршруту также ходят трамваи номер 2, 3, 4 и 6.
Гаага соединяется с соседними городами Зутермером и Роттердамом с помощью системы поездов РандстадРейл. Также на поезде можно добраться в Брюссель и Париж.
В Гааге имеются два железнодорожных вокзала: «Центральный» (нидерл. Centraal Station), конечная станция для поездов из Утрехта и с востока и севера Нидерландов, и «Голландской ж. д.» (нидерл. Hollands Spoor), где останавливаются проходящие поезда на линии Лейден-Роттердам и международные поезда в Антверпен, Брюссель и Париж.
Гаага является узлом автомобильных дорог. Есть автострады в Амстердам (А4 и А44), Роттердам (А13) и Утрехт — Германию (А12).
Собственного аэропорта в Гааге нет (аэропорт Роттердам-Гаага находится в 15 километрах от Гааги, амстердамский аэропорт Схипхол (нидерл. Schiphol) — в 40).

## Образование
В городе расположены Гаагская консерватория и Гаагский университет прикладных наук (основан в 1987).

## Культура
В Гааге находятся Королевская национальная библиотека Нидерландов и симфонический оркестр Резиденси.

### Музеи
- Маурицхёйс (нидерл. Mauritshuis), выставка картин нидерландских мастеров золотого (XVII) века (Вермеер, Рембрандт, Поттер и др.)
- Муниципальный музей (Gemeentemuseum) имеет большую коллекцию картин Пита Мондриана, современного искусства, музыкальных инструментов, моды и прочие
- Музей Эшера (Eschermuseum), выставка графического искусства нидерландского художника Эшера в бывшем королевском дворце «Ланге Ворхаут»
- Панорама Месдаха (Panorama Mesdag) — панорамная картина высотой в 14 метров и длиной в 120 метров, изображающая рыбацкий посёлок Схевенинген в XIX столетии, а также работы художника Хендрика Виллема Месдаха
- Музей «скульптуры на море» (Beelden aan Zee) в Схевенингене, выставка скульптур из XX века
- Музеон (Museon) — образовательный музей, экспозиции о науке, этнологии и прочие.
- Мадюродам (Madurodam) — музей под открытым небом с миниатюрными копиями главных достопримечательностей Нидерландов
- Музей Лаувмана (Louwman museum) — лучший автомобильный музей Европы. Является домом для старейшей в мире частной коллекции автомобилей, собранной двумя поколениями семьи Louwman. Создан в 1934 году.

### Фестивали
- «HaSchiBa» — мультикультурный фестиваль (в августе);
- «Pasar Malam Besar» — индонезийский фестиваль и базар (в июне);
- Вплоть до 2005 года в Гааге ежегодно проходил Джазовый фестиваль Северного моря (North Sea Jazzfestival), с 2006 года фестиваль организуется в Роттердаме.

## Спорт
В городе базируется футбольный клуб АДО Ден Хааг. Ежегодно проводится полумарафон CPC Loop Den Haag.

## Города-побратимы
- Палембанг, Индонезия
- Вифлеем, Палестинская автономия

## Достопримечательности
- Памятник Сталину в Гааге